# Заріччя (Пирятинська міська громада)
Заріччя — село в Україні, у Пирятинській міській громаді Лубенського району Полтавської області. Населення становить 266 осіб. До 2015 року орган місцевого самоврядування — Пирятинська міська рада.

## Географія
Село Заріччя розташоване за 192 км від обласного центру та 48 км від районного центру, на лівому березі річки Удай, вище за течією на відстані 0,5 км розташоване село Новоселівка, нижче за течією на відстані 1 км розташоване село Високе, на протилежному березі — місто Пирятин. Річка в цьому місці звивиста, утворює лимани, стариці та заболочені озера.

## Історія
13 серпня 2015 року, в ході децентралізації, Пирятинська міська рада об'єднана з Пирятинською міською громадою Пирятинського району.
12 червня 2020 року, відповідно до розпорядження Кабінету Міністрів України № 721-р «Про визначення адміністративних центрів та затвердження територій територіальних громад Полтавської області», затверджено склад Пирятинської міської громади Пирятинського району.
19 липня 2020 року, в результаті адміністративно-територіальної реформи та ліквідації Пирятинського району, село увійшло до складу Лубенського району Полтавської області.

## Населення
За переписом УРСР 1989 року чисельність наявного населення села становила 412 осіб, з яких 202 чоловіки та 210 жінок.
За переписом населення України 2001 року в селі мешкало 267 осіб.

## Мова
Розподіл населення за рідною мовою за даними перепису 2001 року:
| Мова       | Відсоток |
| ---------- | -------- |
| українська | 90,23 %  |
| російська  | 8,65 %   |
| циганська  | 1,13 %   |

## Особистість
Уродженець села:
- Голобородько Ілля Іванович — український радянський партійний діяч, керуючий справами ЦК КПУ. Депутат Верховної Ради УРСР 7—10-го скликань, кандидат у члени ЦК КПУ (1971—1976), член ЦК КПУ (1976—1986).